# الفرصة الأخيرة للرؤية
الفُرصَةُ الأَخِيْرَةُ لِلرُؤْيَةِ (بالإنجليزية: Last Chance to See)‏ هو مُسلسلٌ وثائقيٌّ على إذاعة بي بي سي عام 1989 والكتاب المصاحب له، من تأليف وتقديم دوغلاس آدامز ومارك كارواردين. في المسلسل، يُسافر آدمز وكارواردين إلى مواقع مختلفة على أمل مواجهة أنواع على وشك الانقراض. نُشِرَ الكِتَاب عام 1990.
في سَنَةِ 2009، بَثَّتْ هَيئَةُ الإذاعة البريطانية سِلسِلَةً مُتابِعةً تلفزيونية تحمل الاسم نفسه، حيث حَلَّ ستيفن فراي مَحَلَّ الرَّاحِل آدامز.

### المَصَادِرُ
1. ↑  "BBC Last Chance to See – Home – Last Chance to See". مؤرشف من الأصل في 2023-03-08. اطلع عليه بتاريخ 2009-06-04.

### قِرَاءَةٌ مُوَسَّعَةٌ
- مُقْتَطَفَاتٌ مِنَ الكِتَابِ:
  - "BBC Last Chance to See – About – Brazil extract". مؤرشف من الأصل في 2015-09-25. اطلع عليه بتاريخ 2009-06-04.
  - "BBC Last Chance to See – About – Madagascar extract". مؤرشف من الأصل في 2014-09-01. اطلع عليه بتاريخ 2009-06-04.
  - "BBC Last Chance to See – About – New Zealand extract". مؤرشف من الأصل في 2015-01-06. اطلع عليه بتاريخ 2009-06-04.
- Adams, D.، Carwardine, M., Last Chance to See (Windows CD-ROM set), (ردمك 1-55940-427-2) The Voyager Company, New York, 1992.
- Gaiman, N., Don't Panic – Douglas Adams & the Hitch Hiker's Guide to the Galaxy, (ردمك 1-84023-742-2) Titan Books, London, 1993
- "BBC – h2g2 – Last Chance To See – the Radio Series and Book". مؤرشف من الأصل في 2021-04-23. اطلع عليه بتاريخ 2009-06-04.